# Boil
Boil è un album dal vivo di Foetus, progetto del musicista australiano James George Thirlwell, pubblicato nel 1996 dalla Cleopatra Records.
Venne registrato durante il Rednecropolis 96 European tour.

## Tracce
Tutti i brani sono di James George Thirlwell, eccerro dove indicato.
1. Take It Outside Godboy  – 3:04
2. Clothes Hoist  – 3:17
3. Verklemmt  – 4:29
4. I'll Meet You in Poland Baby  – 6:06
5. I Am the Walrus (John Lennon/Paul McCartney)  – 7:08
6. They Are Not So True  – 4:25
7. Hot Horse  – 4:18
8. Mortgage  – 5:59
9. Mighty Whity  – 3:57
10. Elected (Alice Cooper/Michael Owen Bruce/Glen Buxton/Dennis Dunaway/Neal Smith)  – 7:37
11. Sonic Reducer (Stiv Bators/Chrome/Zero/Blitz/Magnum/Thomas) – 4:48
12. Hello There (Rick Nielsen) – 2:23

## Formazione
- James George Thirlwell - "Master of Disaster", voce

### Altri musicisti
- Brian Emrich - basso
- William Tucker - chitarra
- Rob "Rok" Sutton - tastiere, chitarra
- Kurt Wolf - chitarra
- Jim Kimball - batteria